# Bandiera del Tennessee
La bandiera del Tennessee è composta da tre stelle bianche all'interno di un cerchio blu, bordato di bianco, su sfondo rosso con una riga bianca e una banda blu sulla destra.
La bandiera fu disegnata dal colonnello LeRoy Reeves, della guardia nazionale del Tennessee, e venne adottata il 17 aprile 1905.

## Significato
Le tre stelle rappresentano la suddivisione in aree dello Stato: Tennessee orientale, Tennessee centrale e Tennessee occidentale, il cerchio blu, invece, rappresenta l'unione delle tre grandi aree.
La banda blu sulla destra simboleggia il fiume Tennessee

## Versione proposta durante la guerra civile americana

Proposta di Bandiera per il Tennessee, aprile 1861

Il 25 aprile 1861 l'Assemblea Generale del Tennessee si riunì a Nashville nella seconda sessione straordinaria della legislatura dall'inizio dell'anno. La prima sessione straordinaria, a gennaio, aveva rimesso al voto del popolo la questione della secessione dagli Stati Uniti per unirsi al profondo Sud. Il popolo, prendendo una posizione attendista nei confronti del governo Lincoln, nel referendum di febbraio respinse la secessione. In aprile, però, la guerra era divenuta una realtà e la questione dovette essere nuovamente posta davanti agli elettori.
Il primo giorno della sessione lo speaker del Senato, Tazewell B. Newman, presentò la “Risoluzione del Senato N. 2”, per stabilire una bandiera per lo Stato del Tennessee. La risoluzione prevedeva una bandiera sul modello degli Stati Confederati che sarebbe stata modificata sostituendo le stelle con il Gran Sigillo del Tennessee. La risoluzione fu riportata al Comitato per le Relazioni Federali, ma non ebbe ulteriore seguito e non divenne mai legge. Il Comitato probabilmente pensava che non fosse corretto issare sul Campidoglio del Tennessee una bandiera evidentemente confederata mentre lo Stato tecnicamente apparteneva ancora agli Stati Uniti.
Nonostante l'inazione della legislatura la Bandiera raccomandata dal Senatore Newman vide un uso seppur limitato. Almeno due reggimenti di fanteria del Tennessee usarono bandiere nello stile Stars and Bars con il Sigillo di Stato del Tennessee disegnato nel cantone. Una versione moderna della Bandiera di Newman è utilizzata dai discendenti dei soldati Confederati del Tennessee. Alla loro riunione del 1983 la Divisione dei Figli dei Veterani Confederati del Tennessee adottò come bandiera ufficiale la Stars and Bars, con le stelle rimpiazzate dalla versione originale del Sigillo di Stato adottato nel 1801 ed utilizzato dal 1802 al 1829.